# Club Athletico Paranaense
Il Club Athletico Paranaense (fino al 2018 Clube Atlético Paranaense), meglio noto semplicemente come Athletico Paranaense, è una società calcistica della città brasiliana di Curitiba, nello Stato di Paraná.
Ha vinto un campionato brasiliano, una coppa nazionale e due Coppe Sudamericane. È stato finalista della Coppa Libertadores in due occasioni.
Soprannominato Furacão ("Uragano"), il club disputa le partite interne allo stadio stadio Joaquim Américo Guimarães, noto come Arena da Baixada, impianto da 43 000 posti inaugurato nel 1999, e si allena presso il centro CAT do Caju.

## Storia
Il Club Athletico Paranaense è nato dalla fusione di due squadre di Curitiba, l'Internacional e l'América, annunciata il 21 marzo 1924 e ufficializzata 5 giorni dopo, il 26 marzo, con il cambiamento del nome, dei colori e l'insediamento della nuova dirigenza, tenendo come stadio l'antico campo dell'Internacional, l'Água Verde. I colori sociali furono presi dalle squadre d'origine: il rosso derivò dall'América, il nero dall'Internacional ed il bianco da entrambe. Il disegno della prima divisa era ispirato a quello dell'Internacional.
La prima partita della squadra fu il 6 aprile, e la prima partita partecipando ad un torneo, il 20 aprile, con la vittoria di 2 a 0 sull'arci-rivale Coritiba. La partecipazione in vari campionati e una buona squadra, culminata con la conquista del primo campionato Paranaense nel 1925, consolidò il nome del club tra i principali dello Stato. Nel 1934, l'Atlético Paranaense acquisì il terreno dove lo stadio attuale è localizzato.
Nel 1949, il club conquistò il suo nono campionato Paranaense, sconfiggendo con goleade la maggioranza degli avversari e tenendo una media superiore ai 4 gol, da quel momento il termine Furacão (tornado) fu associato all'Atlético Paranaense.
Dopo la facile conquista del campionato Paranaense del 1949, l'Atlético-PR cadde in un periodo buio, all'inizio del 1950, che si protrasse fino al 1982. In totale, in questo periodo, l'Atlético conquistò solo 2 campionati Paranaensi (nel 1958 e nel 1970).
Ma il peggio stava arrivando, nel 1967 la situazione finanziaria del club negativa, e un campionato con solo 3 vittorie, 11 pareggi e 14 sconfitte, portò alla retrocessione nella seconda divisione del Paranaense. Nel 1968, con l'arrivo di Jofre Cabral e Silva, la squadra riuscì a ritornare in prima divisione. Egli però morì a causa di un infarto durante una partita della squadra. Con il morale basso, l'Atlético non riuscì a vincere il Paranaense di quell'anno.
Nel 1970, l'Atlético ingaggiò Djalma Santos, campione mondiale del 1962 con il Brasile e conquistò il titolo del campionato Paranaense nello stesso anno, vincendo il Seleto fuori casa per 4 a 1. Successivamente l'Atlético tornò nelle zone grigie della classifica, senza conquistare un titolo fino al 1982, quando la squadra aveva i giocatori Washington e Assis, ancora oggi idolo della torcida atleticana. Da allora, i rosso-nero paranaensi non passarono più un periodo di "digiuno" così lungo.
Nel 1995, dopo la sconfitta per 5 a 1 ad opera dei rivali (Coritiba), una nuova dirigenza fu eletta e lanciò il progetto strategico "Atlético Total", riportando l'Atlético nella massima serie nel 1996, conquistando l'ottava posizione.
Nel 1997 l'antico stadio Joaquim Américo fu demolito per costruire lo stadio considerato come il più moderno dell'America Latina. Nel 2004 fu firmato un contratto di collaborazione con l'impresa coreana di cellulari Kyocera, rinominando lo stadio Kyocera Arena.
Nel 2005, dopo 10 anni di contesa giudiziaria, l'Atlético firmò un accordo assumendo a titolo definitivo l'uso del terreno vicino allo stadio (che era già di sua proprietà dagli anni 90).
L'Atlético fu la prima squadra paranaense a partecipare al Torneo Roberto Gomes Pedrosa, l'attuale Campionato Brasiliano. Nel 2001, l'Atletico Paranaense vince il suo primo, e finora unico, Campionato Brasiliano (finale contro il São Caetano, dove vinse per 4 a 2 e per 1 a 0). Nel 2004 fu vicecampione, con il capocannoniere Washington, che segnò 34 gol, record storico in un'unica edizione del Campionato Brasiliano.
Recentemente, un episodio inusitato entrò a far parte della storia del calcio brasiliano. Classificatosi per la finale della Coppa Libertadores, la squadra non poté giocare la prima partita in casa, perché seppur considerato come il più moderno dell'America Latina, non possedeva la capienza di 40 000 spettatori, richiesti dal regolamento. Problema che verrà superato dopo i lavori finali per la Kyocera Arena. Così l'Atlético dovette giocare la partita nello stadio Beira-Rio, dell'Internacional di Porto Alegre, dove pareggiò per 1 a 1. Nella partita di ritorno, allo stadio Morumbi, l'Atlético perse nei confronti del San Paolo, davanti a 70 000 tifosi, con il risultato di 4 a 0, perdendo così la Coppa Libertadores.
L'Atletico ha partecipato a 3 Coppa Libertadores, nel 2000, 2002 e 2005 ed è l'unico team paranaense che ha superato la prima fase della competizione. Nel 2005, guidata in finale da Antonio Lopes, arrivò seconda. Nella Coppa Sudamericana del 2006, l'Atlético ha fatto un buon risultato, superando il Paraná Clube, il River Plate e il Nacional di Montevideo, arrivando alle semifinali, dove è stato eliminato dal Pachuca.
Nella stagione 2019 la società avvia un recupero della propria identità originaria, ripristinando la denominazione Club Athletico Paranaense e rinnovando il logo sociale. Stagione positiva per il club che vince la Coppa del Brasile in finale contro l'Internacional di Porto Alegre.

## Inno
Nel 1968, la melodia dell'inno ufficiale dell'Atlético è stata registrata dalla banda del corpo dei pompieri di Rio de Janeiro.
In concorso realizzato per la Radio Record di San Paolo, è stato cantato dal gruppo "Titulare do Ritmo" ed eletto nell'occasione l'inno di calcio più bello del Brasile.
Oggi, le parole dell'inno atleticano sono una specie di parola d'ordine dentro la Baixada (nome popolare della Kyocera Arena). Cantato con amore dai tifosi, la melodia continua a dettare il ritmo delle vittorie e delle conquiste atleticane.

## Tifoseria
Una ricerca da Paraná Pesquisas e pubblicata il 21 dicembre 2008 sulla Gazeta do Povo vede l'Atlético Paranaense come la squadra con più tifosi rispetto alle altre, poiché supera il Coritiba sia nello Stato del Paraná (9,6% a 7,5%), che nella capitale Curitiba (24,6% a 21,3%). A livello statale, l'Atletico Paranaense è superato solo dal Corinthians che ha il 12,5% di simpatizzanti.
Altro dato chiave è che i record di pubblico in tutti gli stadi di Curitiba sono nelle partite in cui c'è la tifoseria dell'Atlético. La maggior affluenza di pubblico nella storia dello stadio del Coritiba è stato completamente rubro-negro, una partita fra il Atlético-PR e il Flamengo (2 a 0 per l'Atletico), nella semifinale del Campionato Brasiliano del 1983. Il record dello stadio del Paraná Clube è in una partita del Torneo Robertão nel 1968 tra l'indimenticabile Atlético di Djalma Santos e Belini e il mitologico Santos di Pelé e compagnia. Il record e tutte le prime venti partite dello stadio dell'Atlético sono, logicamente, partite dell'Atlético. Il record assoluto è stato stabilito nella finale dell'anno del titolo di Campionato Brasiliano del 2001, contro il São Caetano. Altro stadio della capitale, l'Érton Coelho Queiroz, dell'ormai estinto club Pinheiros, ebbe il suo record di pubblico nella finale del Campionato Paranaense del 1988, quando l'Atlético fu campione sulla squadra di casa, e l'80% dei presenti erano della torcida atleticana.
L'Atlético è sempre stato la squadra di massa nello Stato del Paraná, anche nella fase di "sofferenza" degli anni sessanta e settanta trascorsi senza titoli conquistati. Ricordando un processo identico della tifoseria corinthiana, in quell'epoca il numero di tifosi atleticani aumentava invece di diminuire.
La tifoseria dell'Atlético è considerata la più numerosa tra quelle delle squadre dello Stato del Paraná.

## Strutture

### Stadio
Il suo stadio è lo Stadio Joaquim Américo Guimarães, popolarmente conosciuto dai tifosi come "Arena da Baixada" ou "Caldeirão". La versione attuale dello stadio fu ultimata nel 1999, ed è considerato da molti lo stadio più moderno del Brasile e dell'America Latina, l'unico che rispetta integralmente le norme FIFA.
Contiene poco più di 25 000 spettatori, tutti seduti in sediolini coperti e con piena visibilità del campo.

## Rivalità
La storia dell'Atlético è marcata da una grande rivalità storica con il Coritiba. La differenza tra le due squadre comincia nei simboli, i tifosi del Coritiba hanno scelto una figura di un nonno germanico ben biondo dimostrando 70 anni che è ritratto usando le braghe tipiche tirolesi. La tifoseria dell'Atlético si immagina e si definisce attraverso un tornado.
La partita tra i due ha una storia ricchissima che risale agli anni venti, già essendo conosciuta con il termine Atletiba già negli anni '30. È una storia con diversi alti e bassi da una parte e dall'altra, ma con uno strano e costante equilibrio. L'Atletico ha avuto una sensibile prevalenza negli ultimi anni, nel frattempo tale fenomeno non alterò le statistiche del confronto, ancora favorevoli al Coritiba.
I numeri del confronto sono i seguenti:
- Partite disputate: 339
- Vittorie Atlético-PR: 108
- Pareggi: 102
- Vittorie Coritiba: 129

Il classico Atletiba continua ad essere un evento di grande importanza nella città ed è uno dei principali classici nazionali.

## Palmarès

### Competizioni nazionali
- Campionato brasiliano: 1

2001
- Coppa del Brasile: 1

2019
- Campionato brasiliano di seconda divisione: 1

1995

### Competizioni internazionali
- Coppa Sudamericana: 2  (record condiviso con Boca Juniors, Independiente, l'Independiente del Valle e LDU Quito)

2018, 2021
- J. League YBC Levain Cup/CONMEBOL Sudamericana Championship Final: 1

2019

### Competizioni statali
- Campionato Paranaense: 28

1925, 1929, 1930, 1934, 1936, 1940, 1943, 1945, 1949, 1958, 1970, 1982, 1983, 1985, 1988, 1990, 1998, 2000, 2001, 2002, 2005, 2009, 2016, 2018, 2019, 2020, 2023, 2024
- Copa Paraná: 2

1998, 2003

### Competizioni giovanili
- Blue Stars/FIFA Youth Cup: 1

2014
- Taça Belo Horizonte de Juniores: 2

1996, 2006

### Altri piazzamenti
- Campionato brasiliano:

Secondo posto: 2004
Terzo posto: 2013
- Coppa del Brasile:

Finalista: 2013, 2021
- Supercoppa del Brasile:

Finalista: 2020
- Campeonato Brasileiro Série B:

Secondo posto: 1990
Terzo posto: 2012
- Primeira Liga:

Finalista: 2016
- Copa Sul-Minas:

Finalista: 2002
- Coppa Libertadores:

Finalista: 2005, 2022
- Recopa Sudamericana:

Finalista: 2019, 2022

## Rosa
| N. |                      | Ruolo | Calciatore                  |
| -- | -------------------- | ----- | --------------------------- |
| 2  | Colombia (bandiera)  | D     | Nicolás Hernández Rodríguez |
| 9  | Brasile (bandiera)   | A     | Willian Bigode              |
| 10 | Argentina (bandiera) | C     | Bruno Zapelli               |
| 13 | Brasile (bandiera)   | D     | Khellven                    |
| 18 | Brasile (bandiera)   | C     | Léo Cittadini               |
| 21 | Brasile (bandiera)   | A     | Matheus Babi                |
| 24 | Brasile (bandiera)   | P     | Léo Linck                   |
| 26 | Brasile (bandiera)   | C     | Erick                       |
| 27 | Brasile (bandiera)   | D     | Zé Ivaldo                   |
| 33 | Brasile (bandiera)   | D     | Lucas Halter                |
| 34 | Brasile (bandiera)   | D     | Pedro Henrique              |

| N. |                      | Ruolo | Calciatore               |
| -- | -------------------- | ----- | ------------------------ |
| 44 | Brasile (bandiera)   | D     | Thiago Heleno (capitano) |
| 88 | Brasile (bandiera)   | C     | Christian                |
|    | Brasile (bandiera)   | C     | Isaac                    |
|    | Brasile (bandiera)   | C     | Marcelo Cirino           |
|    | Brasile (bandiera)   | C     | Fernandinho              |
|    | Brasile (bandiera)   | C     | Yago César               |
|    | Brasile (bandiera)   | D     | Léo                      |
|    | Brasile (bandiera)   | C     | Fabinho                  |
|    | Argentina (bandiera) | C     | Tomás Cuello             |
|    | Argentina (bandiera) | D     | Leonardo Godoy           |
|    | Cile (bandiera)      | A     | Luciano Arriagada        |

## Allenatori
- 1995 - Hélio dos Anjos, Sérgio Cosme, Toinho, Zequinha e Pepe
- 1996 - Émerson Leão, Cabralzinho, Carlos Gainete e Evaristo de Macedo
- 1997 - Jair Pereira e Abel Braga
- 1998 - Abel Braga, Zequinha e João Carlos Costa
- 1999 - Antonio Clemente e Oswaldo Alvarez
- 2000 - Oswaldo Alvarez, Artur Neto, Riva e Antônio Lopes
- 2001 - Paulo César Carpegiani, Flávio Lopes, Mário Sérgio e Geninho
- 2002 - Geninho, Riva, Valdir Espinosa, Gílson Nunes e Abel Braga
- 2003 - Heriberto da Cunha, Lio Evaristo, Oswaldo Alvarez e Mário Sérgio
- 2004 - Mário Sérgio, Lio Evaristo e Levir Culpi
- 2005 - Casemiro Mior, Lio Evaristo, Edinho, Borba Filho, Antônio Lopes e Evaristo de Macedo
- 2006 - Lothar Matthäus, Givanildo Oliveira
- 2007 - Vadão, Antônio Lopes
- 2008 - Ney Franco, Roberto Fernandes, Mário Sérgio
- 2009 - Geninho, Waldemar Lemos
- 2010 - Antônio Lopes, Leandro Niehues, Paulo César Carpeggiani, Sérgio Soares
- 2011 - Sérgio Soares, Geninho, Adílson Batista, Renato Portaluppi
- 2012 - Juan Ramón Carrasco, Jorginho, Ricardo Drubscky
- 2013 - Ricardo Drubscky, Vágner Mancini
- 2014 - Miguel Ángel Portugal, Doriva, Claudinei Oliveira
- 2015 - Claudinei Oliveira, Enderson Moreira, Milton Mendes, Cristóvão Borges
- 2016 - Paulo Autuori
- 2017 - Paulo Autuori, Eduardo Baptista, Fabiano Soares
- 2018 - Fernando Diniz, Tiago Nunes
- 2019 - Tiago Nunes, Eduardo Barros
- 2020 - Dorival Júnior, Paulo Autuori
- 2021 - Paulo Autuori, António Oliveira, Alberto Valentim
- 2022 - Alberto Valentim, Fábio Carille, Luiz Felipe Scolari
- 2023 - Paulo Turra, Wesley Carvalho
- 2024 - Juan Carlos Osorio

## Giocatori

### Vincitori di titoli
Campioni del mondo
- Kléberson (Corea del Sud-Giappone 2002)

Calciatori campioni olimpici di calcio
- Weverton (Rio de Janeiro 2016)